# Trans-Neuguinea-Sprachen
Die Trans-Neuguinea-Sprachen (auch: Trans-Neuguinea-Phylum) sind sowohl zahlenmäßig als auch von der geographischen Verbreitung her die größte Sprachfamilie innerhalb der nicht-austronesischen Sprachen Neuguineas, den sogenannten Papuasprachen.
Zu ihnen gehören über 500 Sprachen, sie werden auf etwa 80 Prozent Neuguineas gesprochen und gleichzeitig zählen etwa 80 Prozent der Sprecher von Papuasprachen zu den Sprechern einer „Trans-Neuguinea-Sprache“.

## Bedeutende Trans-Neuguinea-Sprachen
Es gibt nur sieben Papuasprachen mit mindestens 100.000 Sprechern, sie gehören alle zur Trans-Neuguinea-Makrofamilie:
- Dani 270.000, Dani-Kwerba
- Enga 170.000, Ost-Neuguinea-Hochland
- Melpa (Hagen) 130.000, Ost-Neuguinea-Hochland
- Wahgi 100.000, Ost-Neuguinea-Hochland
- Bunak: 100.000, Timor-Alor-Pantar
- Makasae: 100.000, Timor-Alor-Pantar
- Ekari: 100.000, Wissel Lakes

Eine weitere bedeutende Sprache ist
- Chimbu (Simbu, Kuman) 80.000, Ost-Neuguinea-Hochland

## Forschungsgeschichte
Die Sprachgruppe der Trans-Neuguinea-Sprachen wurde 1970 von C. L. Voorhoeve und Kenneth McElhanon postuliert. 1975 wurde die Gruppe von Stephen Wurm neu definiert, wobei er wesentlich mehr Sprachen einbezog und sie demnach über weite Teile Neuguineas, Timors und kleiner Nachbarinseln verbreitet wäre. 2005 wurde durch Arbeiten von Malcolm Ross die Gruppe um etwa 1/6 reduziert, die grundsätzliche Analyse von Wurm aber gestützt. Andere Linguisten wie z. B. William A. Foley bezweifeln die Korrektheit der wurmschen Analyse und ziehen es vor, neben der Trans-Neuguinea-Hauptgruppe verschiedene kleinere Gruppen aufzustellen, die nicht zu dieser Familie gehören.

## Grammatische Besonderheiten

### Phonologie
Als typisch für das Trans-Neuguinea-Phylum gilt, dass sie zumeist zwei Reihen von Verschlusslauten sowie in der Regel nur einen einzigen Frikativ besitzen. Die meisten Trans-Neuguinea-Sprachen haben ein 5-Vokal-System, bestehend aus a, e, i, o, u.
In sehr vielen dieser Sprachen werden stimmhafte Plosive pränasaliert. Dies ist jedoch ein Merkmal, das auch für viele andere Papuasprachen gilt.
Viele Trans-Neuguinea-Sprachen haben nur offene Silben, das heißt solche, die auf einen Vokal enden.

### Morphologie
Ein besonderes Merkmal der Trans-Neuguinea-Sprachen ist, dass sie eine Korrelation zwischen einem phonologischen Merkmal und einer grammatischen Kategorie zeigen. Singularformen haben demnach hintere Vokale (a, o, u), Pluralformen vordere Vokale (e, i). In vielen Sprachen wird dabei das Plural-Muster auch für die 3. Person Singular verwendet. Ein typisches System von Personalpronomen ist das der Sprache Tauya, die am Ramu-Fluss südlich von Madang gesprochen wird:
| Person    | Singular | Plural |
| --------- | -------- | ------ |
| 1. Person | ya       | sen    |
| 2. Person | na       | ten    |
| 3. Person | ne       | nen    |

Daneben gibt es in vielen TNGP-Sprachen Ablautregeln, die je nach Numerus den Verbstamm verändern.

### Syntax
Die Existenz von medialen Verben wird allgemein als sehr typisch für das Trans-Neuguinea-Phylum angesehen. Mediale Verben sind Verben mit Hilfsverben oder Affixen, die für die Verbindung von Sätzen verwendet werden und anzeigen, ob das Subjekt des ersten Satzes das gleiche oder ein anderes ist, als das des zweiten Satzes. Zur Illustration folgt ein Beispiel aus dem oben erwähnten Tauya:
| ya               | yate-pa                | ni-e-ʔa                     |
| ich              | gehen-Gleiches.Subjekt | essen-1./2.Person-Indikativ |
| Ich ging und aß. |                        |                             |

## Interne Gliederung
|                           |                           | Untergruppen              | Anzahl Sprachen | Anzahl Sprecher          | Ort                                                  |
| ------------------------- | ------------------------- | ------------------------- | --------------- | ------------------------ | ---------------------------------------------------- |
| Transneuguinea-Hauptzweig | Transneuguinea-Hauptzweig | Transneuguinea-Hauptzweig | 294             | 2.600.000                | Neuguinea (Irian Jaya und Papua-Neuguinea)           |
|                           | Zentral & West TNG        | Zentral & West TNG        | 249             | 2.400.000                | Zentral- und West-Neuguinea                          |
|                           |                           | Huon-Finisterre           | 63              | 165.000                  | Nordost-Papua-Neuguinea                              |
|                           |                           | Ost-Neuguinea-Hochland    | 64              | 1.400.000                | Papua-Neuguinea: Östl. Hochland                      |
|                           |                           | Zentral & Süd - Neuguinea | 57              | 190.000                  | Irian Jaya, West-Papua-Neuguinea                     |
|                           |                           | Kutuban                   | 3               | 5.000                    | Süd-Papua-Neuguinea                                  |
|                           |                           | Angan                     | 13              | 93.000                   | Südost-Papua-Neuguinea                               |
|                           |                           | Gogodala-Suki             | 4               | 13.000                   | Süd-Papua-Neuguinea: Fly River                       |
|                           |                           | Kayagar                   | 3               | 15.000                   | Süd-Irian Jaya                                       |
|                           |                           | Sentani                   | 4               | 37.000                   | Nordost-Irian Jaya                                   |
|                           |                           | Marind                    | 6               | 22.000                   | Süd-Irian Jaya, Südwest-Papua-Neuguinea              |
|                           |                           | Dani-Kwerba               | 17              | 340.000                  | Nord-Zentral-Irian Jaya                              |
|                           |                           | Wissel Lakes              | 6               | 140.000                  | West-Irian Jaya                                      |
|                           |                           | Mairasi                   | 4               | 5.000                    | West-Irian Jaya                                      |
|                           |                           | West-Bomberai             | 3               | 7.000                    | West-Irian Jaya                                      |
|                           |                           | Dem                       | 1               | 1.000                    | West-Irian Jaya                                      |
|                           |                           | Mor                       | 1               | <1.000                   | Irian Jaya (Nordwest-Bomberai)                       |
|                           | Ost-Transneuguinea        | Ost-Transneuguinea        | 45              | 170.000                  | Südost-Papua-Neuguinea                               |
|                           |                           | Binandere                 | 10              | 80.000                   | Südost-Papua-Neuguinea                               |
|                           |                           | Zentral-Südost-TNG        | 35              | 90.000                   | Südost-Papua-Neuguinea                               |
| Madang-Adelbert Range     | Madang-Adelbert Range     | Madang-Adelbert Range     | 102             | 85.000                   | Nord-Papua-Neuguinea                                 |
|                           | Madang                    | Madang                    | 58              | 40.000                   | Nord-Papua-Neuguinea: Madang                         |
|                           | Adelbert Range            | Adelbert Range            | 44              | 45.000                   | Nord-Papua-Neuguinea: Adalbert-Kette                 |
| Teberan-Pawaian           | Teberan-Pawaian           | Teberan-Pawaian           | 3               | 17.000                   | Nord-Papua-Neuguinea: Simbu                          |
| Turama-Kikorian           | Turama-Kikorian           | Turama-Kikorian           | 3               | 3.000                    | Süd-Papua-Neuguinea                                  |
| Inland Gulf               | Inland Gulf               | Inland Gulf               | 4               | 1.000                    | Süd-Papua-Neuguinea                                  |
| Eleman                    | Eleman                    | Eleman                    | 7               | 50.000                   | Süd-Papua-Neuguinea                                  |
| Trans Fly - Bulaka        | Trans Fly - Bulaka        | Trans Fly - Bulaka        | 30              | 45.000                   | Südwest-Papua-Neuguinea, Süd-Irian Jaya              |
| Mek                       | Mek                       | Mek                       | 7               | 40.000                   | Irian Jaya: Hochland                                 |
| Senagi                    | Senagi                    | Senagi                    | 2               | 3.500                    | Nordwest-Papua-Neuguinea                             |
| Pauwasi                   | Pauwasi                   | Pauwasi                   | 4               | 1.200                    | Nordwest-Irian Jaya                                  |
| Nord-Transneuguinea       | Nord-Transneuguinea       | Nord-Transneuguinea       | 27              | 25.000                   | Nordost-Irian Jaya, Nordwest-Papua-Neuguinea         |
| Nimboran                  | Nimboran                  | Nimboran                  | 5               | 9.000                    | Nordost-Irian Jaya                                   |
| Kaure                     | Kaure                     | Kaure                     | 5               | 1.000                    | Nord-Irian Jaya                                      |
| Süd-Vogelkop              | Süd-Vogelkop              | Süd-Vogelkop              | 10              | 11.000                   | Nordwest-Irian Jaya: Süd-Vogelkop-Halbinsel          |
| Kolopom                   | Kolopom                   | Kolopom                   | 3               | 4.500                    | Südwest-Irian Jaya                                   |
| Timor-Alor-Pantar         | Timor-Alor-Pantar         | Timor-Alor-Pantar         | 22              | 244.000 allein auf Timor | Timor, Alor, Pantar, Kisar, Liran                    |
| Oksapmin                  | Oksapmin                  | Oksapmin                  | 1               | 8.000                    | Papua-Neuguinea, Sandaun-Provinz, Telefomin-Distrikt |
| Elseng (Morwap)           | Elseng (Morwap)           | Elseng (Morwap)           | 1               | 300                      | Irian Jaya, südl. Jayapura                           |
| Molof (Ampas)             | Molof (Ampas)             | Molof (Ampas)             | 1               | 200                      | Irian Jaya, südl. Jayapura                           |
| Usku                      | Usku                      | Usku                      | 1               | fast †                   | Irian Jaya, südl. Jayapura, bei Pauwasi              |
| Tofamna                   | Tofamna                   | Tofamna                   | 1               | 100                      | Irian Jaya, südl. Jayapura, östl. des Nawa-Flusses   |